# حسینعلی‌بیگلو (خداآفرین)
حسینعلی‌بیگلو یکی از روستاهای استان آذربایجان شرقی است که در دهستان بسطاملو بخش مرکزی شهرستان خداآفرین واقع شده‌است.